# Bailleau-Armenonville
Bailleau-Armenonville é uma comuna francesa na região administrativa do Centro, no departamento Eure-et-Loir. Estende-se por uma área de 17,4 km². Em 2010 a comuna tinha 1 407 habitantes (densidade: 80,9 hab./km²).